# Rogelio Ricardo Livieres Plano
Rogelio Ricardo Livieres Plano (Corrientes, 30 agosto 1945 – Buenos Aires, 14 agosto 2015) è stato un vescovo cattolico argentino.

## Biografia
Monsignor Rogelio Ricardo Livieres Plano nacque a Corrientes il 30 agosto 1945.

### Formazione e ministero sacerdotale
Frequentò gli studi secondari nei collegi "Goethe" e "San José" ad Asunción. Dopo essere stato ammesso come membro numerario dell'Opus Dei nel 1964, proseguì gli studi universitari in Paraguay, Italia e Spagna. Si laureò in giurisprudenza presso l'Università Cattolica "Nuestra Señora de la Asunción" e poi seguì un corso istituzionale filosofico-teologico presso il Collegio romano internazionale della Santa Croce a Roma. In seguito ottenne un master in diritto amministrativo presso l'Università Complutense di Madrid e il dottorato in diritto canonico presso l'Università di Navarra.
Il 15 agosto 1978 fu ordinato presbitero nel santuario di Torreciudad, in Spagna. In seguito svolse un'ampia attività come formatore dei membri numerari dell'Opus Dei a Buenos Aires dal 1978 al 1983. Dal 1981 al 1991 fu vicario della Prelatura della Santa Croce e Opus Dei nella giurisdizione comprendente Buenos Aires e dintorni. Dal 1991 al 2002 fu docente di teologia morale nella Facoltà di giurisprudenza e ingegneria dell'Università Austral di Buenos Aires e, al tempo stesso, cappellano degli universitari. Dal 2002 alla nomina episcopale risiedette nell'arcidiocesi di Asunción svolgendo l'incarico di cappellano del Centro universitario "Ykuá".

### Ministero episcopale[3]
Il 12 luglio 2004 papa Giovanni Paolo II lo nominò vescovo di Ciudad del Este. Ricevette l'ordinazione episcopale il 3 ottobre successivo dall'arcivescovo di Asunción Eustaquio Pastor Cuquejo Verga, co-consacranti il vescovo di Caacupé Catalino Claudio Giménez Medina e quello di Encarnación Ignacio Gogorza Izaguirre.
La sua nomina fu fin da subito contestata dagli altri vescovi del Paraguay, in quanto Livieres Plano era considerato di orientamento più tradizionalista e avverso alla teologia della liberazione e alle idee progressiste dell'episcopato paraguayano.
Nel 2008 si oppose alla candidatura, sostenuta dalla Conferenza episcopale, dell'ex vescovo di San Pedro Fernando Lugo alla presidenza del Paraguay. Monsignor Livieres Plano contestò Lugo e tanti altri consacrati che abbandonavano i propri impegni pastorali per fare politica. Espresse anche dubbi sulla reale irresponsabilità morale e amministrativa del candidato. Fernando Lugo fu poi eletto grazie a un'alleanza delle forze politiche di centro-sinistra in opposizione alla candidata del Partito Colorato Blanca Ovelar.
Un altro grave motivo di contrasto con gli altri vescovi paraguayani fu la creazione di un seminario indipendente per la sua diocesi. Subito dopo la sua nomina episcopale scoprì infatti una grande sfida che aveva dinanzi. La diocesi di Ciudad del Este contava poco più di settanta presbiteri su una popolazione di circa un milione di persone. Il rapporto era quindi di un prete per 14 000 persone. La prospettiva era ancora peggiore in quanto nel seminario nazionale di Asunción erano in formazione appena dieci seminaristi della sua diocesi. Nonostante la grande spesa prevista, prese subito la decisione di assumere come priorità del suo ministero l'ampliamento del clero e quindi decise di aprire un proprio seminario diocesano. Negli anni precedenti la nomina episcopale si era dedicato alla pastorale vocazionale e alla formazione dei membri dell'Opus Dei. Decise quindi di assumere in prima persona la pastorale vocazionale invece di delegarla. Organizzò incontri domenicali nella propria abitazione dove, assistito da diversi collaboratori, riceveva gli interessati alla vocazione presbiterale. La giornata comprendeva momenti di preghiera e riflessione, ma anche di sport e svago. Ogni anno erano coinvolte circa 130 persone e di queste, tra le 30 e le 40, decidevano poi di entrare in seminario. Il seminario maggiore "San José" venne valutato positivamente dalla Santa Sede e formò più di sessanta sacerdoti in dieci anni. Visto il successo, nel 2012 decise di aprire il seminario minore "San Andrés". Nonostante ciò, i sacerdoti più anziani della diocesi e altri ecclesiastici del Paraguay scrissero al pontefice lamentandosi della creazione del seminario indipendente e della formazione che i futuri preti qui ricevevano, giudicata troppo tradizionalista.
Le proteste più vivaci furono però originate dall'accoglimento in diocesi, contro il parere della nunziatura e della Conferenza episcopale, di padre Carlos Urrutigoity, accusato negli Stati Uniti di pedofilia. Egli giunse in diocesi nel 2005, assieme ad altri sacerdoti e laici che avrebbero poi costituito le Comunità sacerdotali di San Juan. Sin dall'inizio padre Carlos si rivelò uno stretto collaboratore del vescovo. Per questo motivo, il suo caso fu utilizzato per mettere in dubbio i successi pastorali nella diocesi e, in particolare, la formazione del nuovo clero. Padre Carlos collaborò infatti alla fondazione del seminario e in seguito divenne vicario generale. In verità Carlos Urrutigoity non fu mai processato dal tribunale penale o ecclesiastico e monsignor Livieres Plano lo difese più volte affermando che in realtà era vittima di calunnie. L'unica accusa presentata contro padre Urrutigoity davanti a un tribunale penale americano (a nome di una persona adulta chiamata Michael Prorock) fu infatti rigettata in via preliminare dalle indagini indipendenti di due procuratori in Pennsylvania. Essi conclusero che il presunto fatto in questione non avrebbe implicato l'accusa di pedofilia, perché il denunciante era maggiorenne all'epoca dei fatti e quindi archiviarono l'indagine. Dal lato ecclesiastico, la Congregazione per la dottrina della fede escluse la possibilità di aprire un processo canonico penale per la stessa ragione. Il fallimento delle accuse nocque seriamente al denunciante e ai suoi avvocati nel proposito di ottenere una ricca indennità nel foro civile, come è abituale negli Stati Uniti, dove accusarono di diversi delitti il vescovo James Clifford Timlin, la diocesi di Scranton, alcuni preti, la Fraternidad San Pedro, l'Accademia Saint Gregory's e la Society of Saint John fondata da padre Carlos. Anche se fin dall'inizio le prove erano inconsistenti, a causa del sistema penale statunitense il denunciante decise di tentare comunque, perché, anche se le accuse nel tribunale penale non arrivano nemmeno a giudizio – per mancanza di fatti o di prove –, ci sono più probabilità di ricevere dei soldi tramite una causa civile. In effetti, a causa degli elevatissimi costi di difesa nel foro civile (una diocesi spende in media due milioni di dollari per ogni caso), è consuetudine arrivare a un patteggiamento prima del giudizio, con l'approvazione del giudice del caso. La Society of Saint John, che inizialmente non voleva arrivare a un patteggiamento, fu forzata dalla diocesi di Scranton, all'epoca guidata da mons. Martino, ad accettare un accordo complessivo di 450.000 dollari, dei quali essa era tenuta a versarne 55.000, una cifra insignificante per le somme abituali in questi casi, spiegabile nel fatto che l'accusa non avesse prove per poter chiedere un risarcimento maggiore o rifiutare il patteggiamento ed avviare il processo civile. La Society of Saint John impose come condizione la firma di un accordo nel quale il denunciante riconoscesse l'innocenza di padre Urrutigoity e rinunciasse ad avviare un'altra azione civile.
Nel 2014 il Tribunale penale di garanzia N. 6 dell'Alto Paraná chiese l'archiviazione, per mancanza assoluta di prove, delle accuse inoltrate via telefono alla procura da una radio di Asunción contro padre Urrutigoity "per presunto abuso sessuale su bambini, non menzionando il nome delle vittime... né altri elementi di identificazione… né l'indirizzo e/o le date o i luoghi dei fatti denunciati".
Monsignor Livieres fu inflessibile nella difesa di padre Urrutigoity anche dinanzi a chi pensava che fosse imprudente dapprima accoglierlo nella diocesi e poi promuoverlo a diversi incarichi, poiché tali azioni avrebbero messo in pericolo l'immagine della gestione e la "carriera ecclesiastica" del vescovo. Nonostante tutto la Santa Sede rispettò la decisione del vescovo e dopo qualche tempo autorizzò l'incardinamento di padre Carlos nel clero di Ciudad del Este con il permesso del vescovo escardinante. Quello stesso anno la Santa Sede emise il decreto di lode con la quale riconosceva ufficialmente come società di vita apostolica le Comunità sacerdotali di San Juan. Quando arrivò il momento di nominare un nuovo vicario generale, una volta sentiti i sacerdoti e i rappresentanti del laicato, questi proposero quasi all'unanimità padre Carlos come il candidato di loro scelta. Anche se Urrutigoity inizialmente si oppose perché gli sembrava una scelta imprudente, il vescovo confermò e fiancheggiò la decisione dei suoi sacerdoti e laici.
Un'altra accusa rivolta a monsignor Livieres Plano fu di aver gestito malamente i fondi della diocesi. Fu infatti criticato per aver utilizzato 300 000 dollari derivati da una donazione per i bisogni del seminario invece che in progetti di beneficenza. Si giustificò affermando che la formazione dei futuri preti avrebbe servito i poveri più a lungo termine. La questione arrivò anche in tribunale, ma il vescovo ne uscì pienamente vincitore. Fu anche criticato per aver venduto alcuni immobili di proprietà della diocesi che non avevano un uso pastorale per raccogliere fondi da destinare al seminario.
Viste le numerose critiche a lui mosse, il 2 luglio 2014 la nunziatura apostolica annunciò che la Santa Sede aveva disposto una visita apostolica nella diocesi e nei suoi seminari e chiese di sospendere le ordinazioni presbiterali programmate per il 15 agosto. Il papa nominò visitatore apostolico il cardinale Santos Abril y Castelló che svolse la visita dal 21 al 26 luglio. Quest'ultimo presentò un rapporto sfavorevole nei confronti di monsignor Livieres Plano, che fu quindi invitato a dimettersi. Egli si rifiutò e fu quindi rimosso dalla guida pastorale della diocesi il 25 settembre 2014. Monsignor Livieres Plano accettò la decisione e invitò il clero e i fedeli a fare altrettanto. Una nota della Sala stampa della Santa Sede affermò che: "La gravosa decisione della Santa Sede, ponderata da serie ragioni pastorali, è ispirata al bene maggiore dell'unità della Chiesa di Ciudad del Este e alla comunione episcopale in Paraguay". In un'intervista rilasciata al New York Times padre Federico Lombardi negò che la questione centrale nella rimozione del vescovo fosse la controversia su padre Urrutigoity. Nei media però questa rimase la spiegazione principale della sanzione inflitta da papa Francesco al vescovo di Ciudad del Este. A monsignor Livieres Plano non venne mai permesso di vedere il dossier elaborato dal visitatore apostolico e neppure, seppur presente a Roma il giorno dell'annuncio della sua rimozione, ebbe esaudita la richiesta di un colloquio con papa Francesco.
Morì all'Hospital Sanatorio Austral di Buenos Aires alle ore 8 del 14 agosto 2015 per complicazioni da diabete. Avrebbe dovuto subire un trapianto di fegato, ma a causa di problemi cardiaci i medici decisero di non poter intervenire. Ricoverato in ospedale, poco prima di morire, incontrò il suo successore e con lui scrisse una lettera al pontefice in cui si dichiarava pienamente in comunione con la Santa Sede.

## Genealogia episcopale
La genealogia episcopale è:
- Cardinale Scipione Rebiba
- Cardinale Giulio Antonio Santori
- Cardinale Girolamo Bernerio, O.P.
- Arcivescovo Galeazzo Sanvitale
- Cardinale Ludovico Ludovisi
- Cardinale Luigi Caetani
- Cardinale Ulderico Carpegna
- Cardinale Paluzzo Paluzzi Altieri degli Albertoni
- Papa Benedetto XIII
- Papa Benedetto XIV
- Papa Clemente XIII
- Cardinale Marcantonio Colonna
- Cardinale Giacinto Sigismondo Gerdil, B.
- Cardinale Giulio Maria della Somaglia
- Cardinale Carlo Odescalchi, S.I.
- Cardinale Costantino Patrizi Naro
- Cardinale Lucido Maria Parocchi
- Vescovo Luigi Giuseppe Lasagna, S.D.B.
- Arcivescovo Juan Sinforiano Bogarín
- Arcivescovo Juan José Aníbal Mena Porta
- Arcivescovo Ismael Blas Rolón Silvero, S.D.B.
- Arcivescovo Eustaquio Pastor Cuquejo Verga, C.SS.R.
- Vescovo Rogelio Ricardo Livieres Plano